# Zbigniew Moskal
Zbigniew Moskal (ur. 24 września 1953 w Sosnowcu) – polski aktor dubbingowy, teatralny, filmowy i telewizyjny, lektor telewizyjny, filmowy i radiowy, dramaturg, pisarz, prezenter radiowy, scenarzysta.

## Życiorys
W 1987 roku zdał w Warszawie egzamin eksternistyczny dla aktorów dramatu.

## Filmografia

### Aktor
- 1990: Życie za życie. Maksymilian Kolbe − złodziej węgla
- 1999-2011: Klan − 4 role: sąsiad na działce Andrzeja i Alicji Marczyńskich; reżyser prowadzący zdjęcia próbne do filmu „Gęsi Baby Jagi”; Kanikuła, mężczyzna, który zamierzał kupić od Artura Traczyka  majątek pod Potylicami; kolega z pracy Feliksa Nowaka
- 1999: Ja, Malinowski (odc. 4)
- 1999: Moja Angelika
- 1999: Pierwszy milion
- 1999: Wszystkie pieniądze świata − kasjer
- 2000: Na dobre i na złe − lekarz pogotowia (odc. 34)
- 2001: Marszałek Piłsudski (odc. 1)
- 2001: Przedwiośnie − reporter na polu bitwy warszawskiej
- 2002: Kasia i Tomek − mężczyzna w autobusie (odc. 25, głos)
- 2002-2010: Plebania − znachor Władysław Grzdyl (odc. 208 i 209); chłop (odc. 585); Małkowski (odc. 1395 i 1523)
- 2002-2010: Samo życie − Mieczysław, pracownik ochrony w apartamentowcu, w którym mieszkali Paweł i Łukasz Duninowie
- 2003: Daleko od noszy − ojciec Szymon (odc. 6)
- 2003-2010: Na Wspólnej − sędzia
- 2004-2011: Pierwsza miłość − parkingowy
- 2006: Oficerowie − kierowca konwoju (odc. 1)
- 2008: Kryminalni − ochroniarz Zenek (odc. 100)
- 2008: Skorumpowani
- 2008: Skorumpowani − kierownik stacji
- 2012: Prawo Agaty − prokurator oskarżający Tkaczyka (odc. 8)

### Teatr Telewizji
- 2007: Oskarżeni. Śmierć sierżanta Karosa (Scena Faktu Teatru Telewizji)
- 2018: Inspekcja (Teatr Telewizji, reż. Jacek Raginis-Królikiewicz)

### Lektor

#### Audiobooki
Nagrał m.in. następujące książki audio:
- Bez względu na cenę
- Inkarnacja
- Piekło jest we mnie
- Pismo święte (Biblia Paulistów, red. W. Chrostowski), Księga Sędziów, Księga Samuela, 1 Księga Królewska, Księga Rut, Listy św. Pawła.
- Przygody kapitana Haterrasa
- Starzyzna
- Upiór
- Władca Skalnej Doliny
- Włóczęgi północy
- Wybór Zofii

#### Seriale animowane
- Mityczni wojownicy (VHS)
- Uliczne rekiny w akcji (VHS)

#### Telenowele
- Córka ogrodnika (Zone Romantica)
- Miłość na sprzedaż (Zone Romantica)
- Niewolnica Isaura (Zone Romantica)
- Ojciec Coraje (Zone Romantica)
- Rebeca (Zone Romantica)
- Rosangelica (Zone Romantica)